# Akastos (Sohn des Pelias)
Akastos (altgriechisch Ἄκαστος Ákastos) ist in der griechischen Mythologie ein König von Iolkos.

## Mythos
Er war der Sohn des Pelias und der Anaxibia und damit der Bruder der Alkestis, Amphinome, Euadne, Hippothoe, Pelopeia und Peisidike.
Sein Vater Pelias hatte den Thron an sich gerissen, nachdem er Iasons Eltern in den Selbstmord getrieben und Iasons zwischenzeitlich geborenen Bruder Promachos getötet hatte. Mit seiner Gattin Astydameia (oder Hippolyte) ist Akastos der Vater von Laodameia, Sterope und Sthenele sowie vieler Söhne, deren Namen nicht bekannt sind.
An der Fahrt der Argonauten zur Eroberung des Goldenen Vlieses nahm Akastos  gegen den Willen seines Vaters Pelias teil. Nachdem die Argonauten zurückgekehrt waren, tötete Medea Pelias durch eine List: Sie machte ihm weis, ihn verjüngen zu können und ließ ihn durch seine Töchter in einem Kessel aufkochen. Alkestis weigerte sich, das Blut ihres Vaters selbst in guter Absicht zu vergießen, Amphinome und Euadne vollbrachten jedoch die Tat, doch Medea belebte Pelias nicht wieder. Iason, der Geliebte Medeas und rechtmäßige Erbe des Thrones, fürchtete jedoch die Rache des Akastos, trat ihm den Thron ab und ging in die Verbannung. Akastos wurde so König von Iolkos.
Nachdem Peleus auf der Jagd nach dem Kalydonischen Eber versehentlich Eurytion tötete, floh er nach Iolkos. Astydameia, die Gattin von Akastos, versuchte ihn zu verführen. Peleus blieb standhaft, worauf Astydameia Akastos berichtete, Peleus habe sich an ihr vergreifen wollen. Akastos lud ihn zu einem Wettjagen ein, bei dem er das von Hephaistos geschmiedete Zauberschwert entwendete, als Peleus ermüdet eingeschlafen war. Peleus sollte unbewaffnet den wilden Tieren überlassen werden. Der Kentaur Cheiron rettete ihn aber und besorgte ihm sein Schwert wieder.
Nachdem Zeus dem Peleus Thetis als Gattin gegeben hatte, kehrte er nach Iolkos zurück. Mit einem Heer von Kriegern, die aus Ameisen entstanden waren (Myrmidonen), eroberte er die Stadt und tötete Astydameia und Akastos, wurde aber von den Söhnen des Akastos wieder vertrieben.